# Cellule S
Les cellules a se trouvent principalement dans le duodénum et sécrètent la sécrétine, qui agit sur le pancréas pour lui faire produire du bicarbonate(HCO3−). 